# Sémézies-Cachan
 Sémézies-Cachan  là một xã thuộc tỉnh Gers trong vùng Occitanie miền nam nước Pháp.